# Steffen Butz
Steffen Butz (* 14. Januar 1964 in Frankenthal (Pfalz)) ist ein deutscher Cartoonist.

## Leben
Geboren am 14. Januar 1964 in Frankenthal/Pfalz, aufgewachsen in Ludwigshafen a. Rh., seit 1998 wohnhaft in Karlsruhe. Butz studierte von 1986 bis 1989 Kunstgeschichte und Archäologie und von 1991 bis 1995 Grafik-Design. Seit 1991 ist er Cartoonist. Butz trat in der Ausstrahlung vom 9. März 2022 bei Bares für Rares als Verkäufer zweier Modellflugzeuge auf, die von Jan Čížek für 390 € erworben wurden.

## Werk
Cartoons von Steffen Butz wurden u. a. veröffentlicht im Stern, Journal für die Frau, Freundin, Selber machen, Börsenblatt und Laviva. Er wurde insbesondere durch seine Bärencartoons bekannt, erschienen bei den Verlagen Fackelträger, Lappan, Eichborn, Korsch, Inkognito. Für die Kinderseite der Tageszeitung „Die Rheinpfalz“ entwarf und zeichnet er die Figur Nils Nager, einen Biber, der inzwischen zum bekannten Maskottchen der Zeitung avancierte. Außerdem zeichnet er cartoonartige Illustrationen für die Erdkunde-Schulbuchreihe Terra des Ernst Klett Verlags, illustriert für Duden Schulübungsbücher, für die er die Figur Diego Dachs entwickelt hat, sowie Sprachkalender für den Harenberg Verlag. Zahlreiche Buchillustrationen entstanden zu den verschiedensten Themen, so z. B. für den Kochbuchklassiker „Von der Wissenschaft des Kochens und der Kunst des Genießens“ von Pellegrino Artusi, die Lebensparabel „Ich werde dich immer lieben“ des kanadischen Erfolgsautoren Robert Munsch, oder zu „Alles Märchen! – Insider packen aus“, eine Märchen-Persiflage der ehemaligen Schleswig-Holsteinischen Ministerpräsidentin Heide Simonis. Für das neue Exotenhaus des Karlsruher Zoos entwarf er das Maskottchen Fred der Flughund.

## Auszeichnungen
2008 gewann Butz den ersten Preis beim Stuttgart-Award der Stuttgart Marketing GmbH. 2013 erhielt seine Figur Nils Nager den Sonderpreis der Kinderjury beim Kindermedienpreis der Bundeszentrale für politische Bildung. 2015 erhielt Butz den ersten Preis des Deutschen Cartoonpreises des Carlsen-Verlages und der Frankfurter Buchmesse.

## Ausgewählte Sammlungen und Alben
- Bärenstark: Cartoons. Hannover 1994, ISBN 3-7716-1564-X.
- Brunft oder Liebe? Hannover 1996, ISBN 3-7716-1578-X.
- Hey, klasse Party! Lappan Verlag, Oldenburg 2002, ISBN 3-8303-3031-6.
- Brunftzeit heute. Lappan Verlag, Oldenburg 2003, ISBN 3-8303-3078-2.
- Ja! Kratz mich, beiß mich, gib mir Tiernamen! Lappan Verlag, Oldenburg 2005, ISBN 3-8303-3110-X.
- Bäriges Beziehungsglück. Korsch Verlag, Gilching 2013, ISBN 978-3-7827-9100-7.
- Von der Wissenschaft des Kochens und der Kunst des Genießens. Mary Hahn, München 2000, ISBN 978-3-87287-443-6.
- Alles Märchen! – Insider packen aus. Lutherisches Verlagshaus, Hannover 2013, ISBN 978-3-7859-1126-6.
- Wildwechseljahre – Cartoons für die Wechseljahre. Hamburg 2020, ISBN 978-3-8303-6357-6